# Paramenthus nanus
Espèce
Paramenthus nanus est une espèce de pseudoscorpions de la famille des Menthidae.

## Distribution
Cette espèce se rencontre au Yémen à Socotra et en Iran.

## Description
Le mâle décrit par Nassirkhani et Vafai Shoushtari en 2015 mesure 1,75 mm.

## Publication originale
- Mahnert, 2007 : Pseudoscorpions (Arachnida: Pseudoscorpiones) of the Socotra Archipelago, Yemen. Fauna of Arabia, vol. 23, p. 271-307.